# Ніколаєнко Наталія Миколаївна
Наталія Миколаївна Ніколаєнко (нар. 13 жовтня 1965, Харків, УРСР) — українська бібліотекарка, директорка Наукової бібліотеки Харківського національного технічного університету сільського господарства, кандидат наук із соціальних комунікацій.

## Життєпис
Ніколаєнко Наталія Миколаївна народилася 13 жовтня 1965 року в Харкові. Там же навчалася у середній школі.
Впродовж 1983—1987 років навчалася у Харківській державній академії культури за спеціальністю «Бібліотекознавство, бібліографознавство».
З 2013 по 2016 рік навчалася в аспірантурі Харківської державної академії культури за спеціальністю 27.00.03 — книгознавство, бібліотекознавство, бібліографознавство (соціальні комунікації). Тема наукового дослідження: «Інноваційні технології управління бібліотекою як соціокомунікаційною установою».
2017 рік — кандидат наук із соціальних комунікацій, спеціальність 27.00.03 — книгознавство, бібліотекознавство, бібліографознавство.
2017 рік — асистент кафедри ЮНЕСКО «Філософія людського спілкування» та соціально-гуманітарних дисциплін ННІ бізнесу та менеджменту Харківського національного технічного університету сільського господарства імені Петра Василенка.

## Професійна кар'єра
Упродовж 1986–1995 років працювала у відділі обслуговування бібліотеки ХДАК. У 1995–2004 роках працювала в бібліотеці ХНУПС.
Протягом 2004 —2017 років працювала на посаді директора Наукової бібліотека УІПА.
Від серпня 2017 — дотепер — Наталія Миколаївна [Архівовано 29 липня 2020 у Wayback Machine.] директорка Наукової бібліотеки Харківського національного технічного університету сільського господарства імені Петра Василенка.

## Основні публікації
1. Ніколаєнко, Наталія Миколаївна. Роль бібліотек у формуванні науково-освітнього інформаційного простору ВНЗ / Н. М. Ніколаєнко // Вища школа.- 2013. — № 5. — С. 48-59.
2. Ніколаєнко, Наталія Миколаївна. Бенчмаркінг як ефективний засіб управління змінами в бібліотеках / Н. М. Ніколаєнко // Вісник Харківської державної академії культури : зб. наук. пр. — Харків, 2014. — Вип. 45. — С. 153—159.
3. Ніколаєнко, Наталія Миколаївна. Диверсифікація технологій управління бібліотекою як соціокомунікативною установою суспільства / Н. М. Ніколаєнко // Держава та регіони. Сер.: Соціальні комунікації. — 2015. — № 3. — С. 21-27.
4. Ніколаєнко, Наталія Миколаївна. Наукова організація управління бібліотекою: шлях інноваційних змін / Н. М. Ніколаєнко // Вісник Харків. держ. акад. культури: збірник наук. пр. — Харків, 2014. — Вип. 44. — С. 241—247.
5. Ніколаєнко, Наталія Миколаївна. Использование проектно-ориентированной модели целевого управления библиотекой для инновационного развития [Електронний ресурс] / Н. М. Ніколаєнко // Модель бібліотеки ХХІ століття, 15 червн. 2018 р., м. Харків: міжнар. наук.-практ. інтернет-конф. / Наук. б-ка Нац. юрид. ун-т ім. Ярослава Мудрого. — Харків, 2018.
6. Ніколаєнко, Наталія Миколаївна. Провайдинг діяльності в бібліотеках вищих навчальних закладів / Н. М. Ніколаєнко // Вісник Книжкової палати. — 2017. — № 10. — С. 27-31.
7. Ніколаєнко, Наталія Миколаївна. Ефективне управління сучасною бібліотекою в умовах структурно-функціональних змін / Н. М. Ніколаєнко // Вісник Книжкової палати. — 2014. — № 12. — С. 20-23.